# Patrick Kilpatrick
Robert Donald Kilpatrick jr., meglio conosciuto come Patrick Kilpatrick (Orange, 20 agosto 1949), è un attore statunitense.

## Biografia
Nato ad Orange in Virginia, all'età di 6 anni si trasferisce con la sua famiglia nel New England; il padre Bob era un dirigente assicurativo che più avanti ha fondato la Cigna Corporation, una delle più grandi compagnie di assicurazione al mondo che ha diretto in qualità di Presidente e Presidente del Consiglio per più di un decennio. Quando era un teenager rischiò di morire a causa di un incidente d'auto; una volta riabilitato frequenta dapprima l'Università di Richmond dove si laurea in inglese e storia; poi successivamente studia recitazione alla New York University.
Poco prima di iniziare la sua carriera come interprete, si è dedicato per un periodo al giornalismo scrivendo articoli per importanti riviste; nel 1986 si è sposato con la modella inglese Kerrie Linham-Smith, che lo ha reso padre di due figli, Ben e Sam; la coppia si è separata nel 1998 ed infine ha divorziato nel 2003. L'attore insegna recitazione e tiene dei seminari anche in varie università statunitensi come ad esempio la Hampton Sydney College e l'University of Wisconsin; oltre a recitare è anche produttore con la sua Uncommon Dialogue Films, Inc. società di produzione di cui egli stesso è presidente; è anche un consulente di produzione cinematografica e nel tempo libero si dedica spesso ad iniziative di beneficenza, come lo sviluppo ecologico nel mondo, pratica la caccia e l'escursionismo. Kilpatrick è candidato a governatore della California nelle elezioni del 2021 con il partito democratico.

## Carriera televisiva e cinematografica
Dopo aver abbandonato il giornalismo, Kilpatrick inizia la sua carriera come attore recitando in moltissimi spettacoli teatrali Off-Broadway; il suo esordio al cinema invece avviene nel 1984 con un ruolo nel film The Toxic Avenger (1984); negli anni a seguire l'attore prende parte a diversi film come i film d'azione Il mio nome è Remo Williams (1984) accanto a Fred Ward, e Il presidio - Scena di un crimine (1988) con Sean Connery, ed il film fantascientifico Classe 1999 (1989) con Malcolm McDowell, ma il ruolo che l'ha reso famoso è quello dello spietato assassino Christian Naylor "The Sandman" nel film d'azione carcerario Colpi proibiti (1990), dove ingaggia un memorabile duello mortale con Jean-Claude Van Damme.
Ha lavorato inoltre a tanti altri film famosi tra i quali si segnalano il film d'azione Trappola sulle Montagne Rocciose (1995) con Steven Seagal, il film western Ancora vivo - Last Man Standing (1996) con Bruce Willis, il fantascientifico Minority Report (2002) con Tom Cruise, ed infine il film horror Parasomnia del 2008 con Jeffrey Combs.
Per quanto riguarda la televisione ha recitato in molti episodi di diverse serie TV famose come ad esempio Star Trek: Voyager, X-Files, Las Vegas, Chuck, Dark Angel, General Hospital, JAG - Avvocati in divisa, Pensacola - Squadra speciale Top Gun, Road to Justice - Il giustiziere, Martial Law - più forte ragazzi, E.R. - Medici in prima linea, Walker Texas Ranger e tante altre.

## Filmografia parziale

### Cinema
- The Toxic Avenger, regia di Michael Herz e Lloyd Kaufman (1984)
- La signora in bianco (Insignificance), regia di Nicolas Roeg (1984)
- Il mio nome è Remo Williams (Remo Williams: The Adventure Begins), regia di Guy Hamilton (1985)
- Mamma ho acchiappato un russo (Russkies), regia di Rick Rosenthal (1987)
- Il presidio - Scena di un crimine (The Presidio), regia di Peter Hyams (1988)
- Classe 1999 (Class of 1999), regia di Mark L. Lester (1990)
- Colpi proibiti (Death Warrant), regia di Deran Sarafian (1990)
- Angel 4: Undercover, regia di Richard Schenkman (1993)
- Kickboxing mortale (Best of the Best 2), regia di Robert Radler (1993)
- Showdown, regia di Robert Radler (1993)
- Impatto frontale (Open Fire), regia di Kurt Anderson (1994)
- Scanner Cop II (Scanners: The Showdown), regia di Steve Barnett (1995)
- Tre piccole pesti (3 Ninjas Knuckle Up), regia di Shin Sang-ok (1995)
- Trappola sulle Montagne Rocciose (Under Siege 2: Dark Territory), regia di Geoff Murphy (1995)
- L'eliminatore - Eraser (Eraser), regia di Chuck Russell (1996)
- Ancora vivo - Last Man Standing (Last Man Standing), regia di Walter Hill (1996)
- Natale di fuoco (Riot), regia di Joseph Merhi (1997)
- Ultima fermata Saber River (Last Stand at Sabre River), regia di Dick Lowry (1997)
- Free Willy 3 - Il salvataggio (Free Willy 3: The Rescue), regia di Sam Pillsbury (1997)
- Costretti ad uccidere (The Replacement Killers), regia di Antoine Fuqua (1998)
- Hijack - Ore contate (Hijack), regia di Worth Keeter (1998)
- Palmer's Pick-Up, regia di Christopher Coppola (1999)
- Il prezzo della fortuna (Luck of the Draw), regia di Luca Bercovici (2000)
- Fuoco incrociato (Crossfire Trail), regia di Simon Wincer (2001)
- Minority Report, regia di Steven Spielberg (2002)
- Gamebox 1.0 - Gioca o muori (Gamebox 1.0), regia di David Hillenbrand, Scott Hillenbrand (2004)
- Chasing Ghosts, regia di Kyle Dean Jackson (2005)
- Already Dead - La stanza della vendetta (Already Dead), regia di Joe Otting (2007)
- Parasomnia, regia di William Malone (2008)
- Never Surrender, regia di Hector Echavarria (2009)
- The Confessional, regia di James Anthony Cotton (2009)
- The Zombinator, regia di Sergio Myers (2012)
- Black Water, regia di Pasha Patriki (2018)
- Beyond the Law - L'infiltrato (Beyond the Law), regia di James Cullen Bressack (2019)
- Nessie, regia di Robbie Moffat (2023)

### Televisione
- Ai confini della notte (The Edge of Night) – serie TV, 14 episodi (1984)
- American Playhouse – serie TV, episodio 5x16 (1986)
- Un giustiziere a New York (The Equalizer) – serie TV, episodio 2x03 (1986)
- Un salto nel buio (Tales from the Darkside) – serie TV, episodio 2x21 (1986)
- Il vivo e il morto (The Quick and the Dead), regia di Robert Day – film TV (1987)
- New York New York (Cagney & Lacey) – serie TV, episodio 7x03 (1987)
- Matlock – serie TV, episodio 2x14 (1988)
- Fuga dallo spazio (Something Is Out There) – serie TV, 1 episodio (1989)
- Santa Barbara – serie TV, 4 episodi (1989)
- Vietnam addio (Tour of Duty) – serie TV, 3 episodi (1989-1990)
- L'ombra dello scorpione (The Stand) – miniserie TV, 1 puntata (1994)
- Walker Texas Ranger – serie TV, episodio 2x20 (1994)
- Star Trek: Voyager – serie TV, episodi 2x02-7x03 (1995-2000)
- Beastmaster - L'occhio di Braxus (Beastmaster III: The Eye of Braxus), regia di Gabrielle Beaumont – film TV (1996)
- Star Trek: Deep Space Nine – serie TV, episodio 7x08 (1999)
- Streghe (Charmed) – serie TV, episodio 2x21 (2000)
- Angel – serie TV, episodio 2x06 (2000)
- Dark Angel – serie TV, episodi 2x10-2x12 (2001)
- X-Files (The X-Files) – serie TV, episodio 8x08 (2001)
- Las Vegas – serie TV, episodio 1x10 (2003)
- Criminal Minds – serie TV, episodio 1x08 (2005)
- Chuck – serie TV, episodio 2x08 (2007)
- Cold Case - Delitti irrisolti (Cold Case) – serie TV, episodio 6x16 (2009)
- CSI: Miami – serie TV, episodio 8x04 (2009)
- Nip/Tuck – serie TV, episodio 6x07 (2009)
- Burn Notice - Duro a morire (Burn Notice) – serie TV, episodio 6x17 (2012)
- CSI - Scena del crimine (CSI: Crime Scene Investigation) – serie TV, episodio 14x11 (2013)
- NCIS: Los Angeles – serie TV, episodio 6x20 (2015)
- NCIS: New Orleans – serie TV, episodio 3x04 (2016)
- The Circuit – serie TV, 1 episodio (2020)

## Doppiatori italiani
Nelle versioni in italiano delle opere in cui ha recitato, Patrick Kilpatrick è stato doppiato da:
- Roberto Draghetti ne Il prezzo della fortuna, CSI - Scena del crimine, Burn Notice - Duro a morire
- Nino Prester in Tre piccole pesti, Minority Report
- Luca Ward in Classe 1999
- Sergio Di Giulio in Colpi proibiti
- Pietro Biondi in L'ombra dello scorpione
- Ennio Coltorti in Free Willy 3 - Il salvataggio
- Gianni Giuliano in Streghe
- Massimo Lodolo in Las Vegas
- Angelo Nicotra in Criminal Minds
- Nicola Braile in 24
- Alessandro Ballico in Chasing Ghosts
- Claudio Fattoretto in Already Dead - La stanza della vendetta
- Gerolamo Alchieri in CSI: Miami
- Luca Biagini in Cold Case - Delitti irrisolti
- Cesare Rasini in Nip/Tuck
- Paolo Marchese in NCIS: New Orleans
- Paolo Buglioni in NCIS: Los Angeles
- Fabio Mazzari in Classe 1999 (ridoppiaggio)